# Епархия Эсеки
Епархия Эсеки (лат. Dioecesis Esekanensis) — епархия Римско-Католической церкви с центром в городе Эсека, Камерун. Епархия Эсеки входит в митрополию Дуалы.

## История
22 марта 1993 года Римский папа Иоанн Павел II издал буллу «Pro gravissimo», которой учредил епархию Эсеки, выделив её из aрхиепархии Дуалы. 

## Ординарии епархии
- епископ Jean-Bosco Ntep (1993—2004)
- епископ Dieudonné Bogmis (2004 — по настоящее время)

## Источник
- Annuario Pontificio, Ватикан, 2007